# Hallenrugby
Hallenrugby ist eine Form des Rugby der in der Halle ausgeübt wird. Grundsätzlich ist es eine modifizierte Version des kontaktarmen Touch Rugby, da in der Halle Tacklings nicht erlaubt sind und eine zu große Verletzungsgefahr mit sich bringen. Hallenrugby stellt für viele Rugbyvereine eine beliebte Alternative dar, um im Winter zu trainieren.